# 新相模大橋

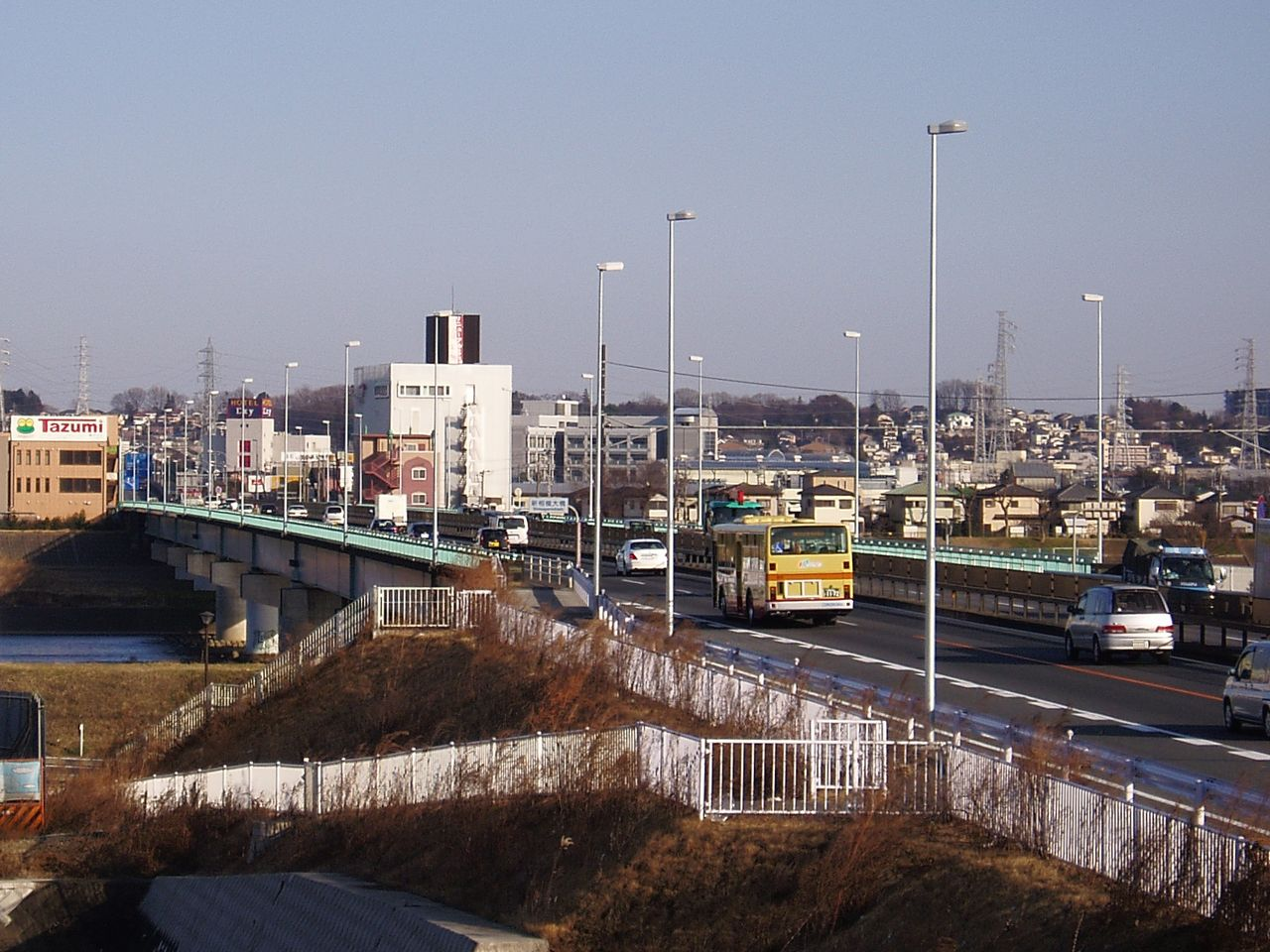
新相模大橋

新相模大橋（しんさがみおおはし）とは、神奈川県海老名市と厚木市の間の相模川に架かる国道246号大和厚木バイパスの橋である。

## 概要
この橋は国道246号大和厚木バイパス建設に伴い架けられた。片側2車線で、海老名市側（東側）の河原は休日はバーベキュー客や川遊び客などで賑やかである。一方、厚木市側は河原の幅が狭い。
また、厚木市側に首都圏中央連絡自動車道（圏央道）が建設され、この区間は2013年3月に完成・開通した。

## 近隣の橋
（上流）- 昭和橋 - （磯部頭首工） - 座架依橋 - 新相模大橋

新相模大橋 - 上郷水管橋 - 圏央相模川橋 - あゆみ橋 -（下流）